# Camponotus modoc
Camponotus modoc é uma espécie de inseto do gênero Camponotus, pertencente à família Formicidae.